# XXX Legislatura del Congreso de la Nación Argentina
La Trigésima legislatura del Congreso de la Nación Argentina está conformada por 257 diputados y 72 senadores, e inició sus funciones el día 10 de diciembre de 2017 para concluir el día 9 de diciembre de 2019. Estará compuesta por los 136.º y 137.º períodos legislativos.
Es la primera legislatura para los diputados y senadores electos en las elecciones legislativas de 2017, la segunda legislatura para los diputados y senadores electos en las elecciones legislativas de 2015 y la tercera para los senadores electos en las elecciones legislativas de 2013.

## Eventos destacados

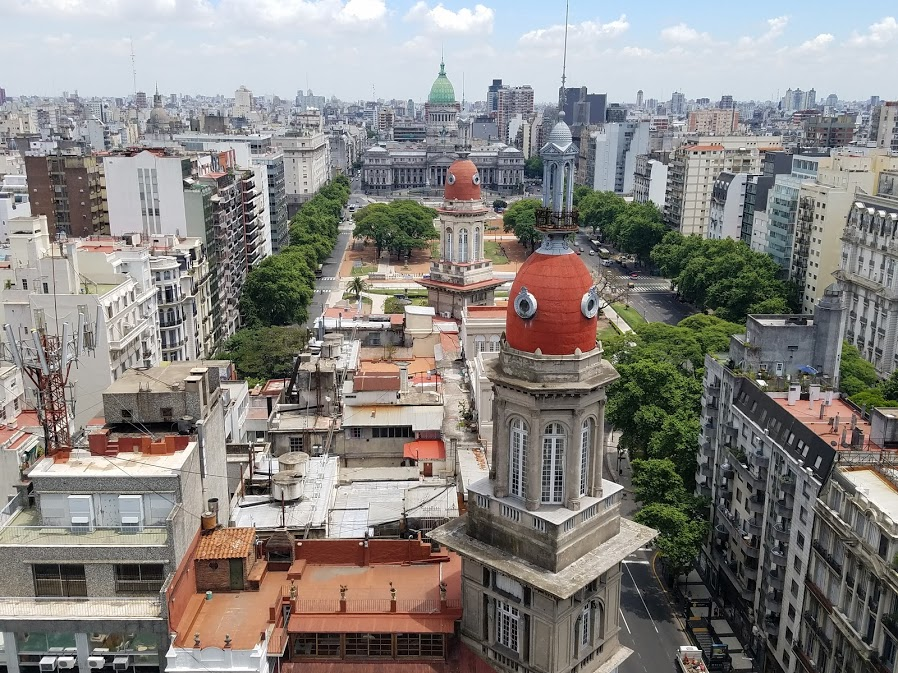
El Congreso de la República visto desde el Palacio Barolo en diciembre de 2016.

29/11/2017: Sesión preparatoria del Honorable Senado de la Nación y jura de los senadores electos.
06/12/2017: Sesión preparatoria de la Cámara de Diputados de la Nación y jura de los diputados electos.
10/12/2017: Asunción de los diputados y senadores electos.

## Composición

### Senado
| SenadoArgentina2017ahora            | SenadoArgentina2017ahora | SenadoArgentina2017ahora | SenadoArgentina2017ahora | SenadoArgentina2017ahora | SenadoArgentina2017ahora | SenadoArgentina2017ahora | SenadoArgentina2017ahora |
| Cambios                             | Partido                  | Partido                  | Partido                  | Partido                  | Partido                  | Partido                  | Partido                  |
| ----------------------------------- | ------------------------ | ------------------------ | ------------------------ | ------------------------ | ------------------------ | ------------------------ | ------------------------ |
| Cambios                             |                          |                          |                          |                          |                          |                          |                          |
| Cambios                             | Cambiemos                | Argentina Federal        | FPV                      | Parlamentario Federal    | FCPS                     | Misiones                 | Otros                    |
| Principio (10 de diciembre de 2017) | 24                       | 25                       | 8                        | 7                        | 2                        | 2                        | 4                        |
| 26 de febrero de 2018               | 2                        | 2                        | 8                        | 7                        | 2                        | 2                        | 3                        |
| 18 de abril de 2018                 | 25                       | 24                       | 9                        | 7                        | 2                        | 2                        | 3                        |
| Porcentaje actual                   | 34,72%                   | 33,33%                   | 12,05%                   | 9,72%                    | 2,77%                    | 2,77%                    | 1,38% c/u                |

### Cámara de Diputados
| CamaradeDiputadosdelaNacionDiciembre2017 | CamaradeDiputadosdelaNacionDiciembre2017 | CamaradeDiputadosdelaNacionDiciembre2017 | CamaradeDiputadosdelaNacionDiciembre2017 | CamaradeDiputadosdelaNacionDiciembre2017 | CamaradeDiputadosdelaNacionDiciembre2017 | CamaradeDiputadosdelaNacionDiciembre2017 | CamaradeDiputadosdelaNacionDiciembre2017 | CamaradeDiputadosdelaNacionDiciembre2017 | CamaradeDiputadosdelaNacionDiciembre2017 | CamaradeDiputadosdelaNacionDiciembre2017 | CamaradeDiputadosdelaNacionDiciembre2017 | CamaradeDiputadosdelaNacionDiciembre2017 |
| Cambios                                  | Partido                                  | Partido                                  | Partido                                  | Partido                                  | Partido                                  | Partido                                  | Partido                                  | Partido                                  | Partido                                  | Partido                                  | Partido                                  | Partido                                  |
| ---------------------------------------- | ---------------------------------------- | ---------------------------------------- | ---------------------------------------- | ---------------------------------------- | ---------------------------------------- | ---------------------------------------- | ---------------------------------------- | ---------------------------------------- | ---------------------------------------- | ---------------------------------------- | ---------------------------------------- | ---------------------------------------- |
| Cambios                                  |                                          |                                          |                                          |                                          |                                          |                                          |                                          |                                          |                                          |                                          |                                          |                                          |
| Cambios                                  | Cambiemos                                | FPV                                      | Argentina Federal                        | UNA                                      | FCPS                                     | PPV                                      | Socialdemócrata                          | CF                                       | TJPSJ                                    | PTS-FIT                                  | EC                                       | Bloques unipersonales                    |
| Principio (10 de diciembre de 2017)      | 108                                      | 65                                       | 31                                       | 20                                       | 6                                        | 4                                        | 4                                        | 4                                        | 3                                        | 2                                        | 2                                        | 8                                        |
| Porcentaje actual                        | 42.02%                                   | 25,29%                                   | 11,67%                                   | 7,78%                                    | 2,33%                                    | 1,55%                                    | 1,55%                                    | 1,55%                                    | 1,16%                                    | 0,77%                                    | 0,77%                                    | 0.39% c/u                                |

## Autoridades

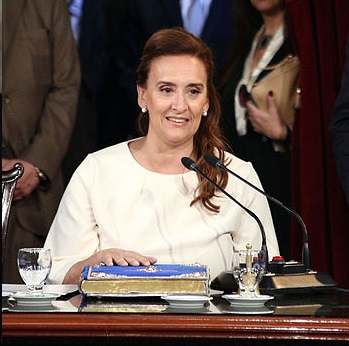
Presidenta del Senado

### Senado
- Presidenta: Gabriela Michetti (Cambiemos)

- Presidente Provisional: Federico Pinedo (PRO-Cambiemos)

- Vicepresidente: Omar Perotti (PJ-Argentina Federal).
- Vicepresidente Primero: Juan Carlos Marino (UCR-Cambiemos).
- Vicepresidenta Segunda: María Inés Pilatti Vergara (FPV-PJ).

#### Primera Minoría
- Líder de la primera minoría: Luis Petcoff Naidenoff (UCR-Cambiemos).

#### Segunda Minoría
- Líder de la segunda minoría: Miguel Ángel Pichetto (PJ-Argentina Federal).

### Cámara de Diputados
- Presidente: Emilio Monzó (PRO-Cambiemos).

- Vicepresidente primero: José Luis Gioja (FPV-PJ).
- Vicepresidente segundo: Luis Petri (UCR-Cambiemos).
- Vicepresidente tercero: Martín Llaryora (UxC-Argentina Federal).

#### Primera minoría
- Líder: Mario Negri (UCR-Cambiemos).

#### Segunda Minoría
- Líder: Agustín Rossi (FPV-PJ).

## Miembros

### Senado
Los miembros del Senado de la Nación son electos para un periodo de seis años, tres por cada una de las provincias y por la Ciudad de Buenos Aires.
- Buenos Aires
  - Esteban Bullrich (Cambiemos)
  - Gladys González (Cambiemos)
  - Cristina Fernández de Kirchner (Unidad Ciudadana)

- Catamarca
  - Inés Imelda Blas (Peronismo Federal)
  - Dalmacio Mera (Peronismo Federal)
  - Oscar Castillo (Cambiemos)

- Chaco
  - Eduardo Aguilar (Unidad Ciudadana)
  - María Inés Pilatti Vergara (Unidad Ciudadana)
  - Ángel Rozas (Cambiemos)

- Chubut
  - Nancy Susana González (Unidad Ciudadana)
  - Juan Mario País (Unidad Ciudadana)
  - Alfredo Héctor Luenzo (Peronismo Federal)

- Ciudad de Buenos Aires
  - Federico Pinedo (Cambiemos)
  - Marta Varela (Cambiemos)
  - Fernando Solanas (Proyecto Sur)

- Córdoba
  - Ernesto Félix Martínez (Cambiemos)
  - Laura Rodríguez Machado (Cambiemos)
  - Carlos Alberto Caserio (Peronismo Federal)

- Corrientes
  - Ana Claudia Almirón (Unidad Ciudadana)
  - Carlos Mauricio Espínola (Unidad Ciudadana)
  - Pedro Braillard Poccard (Cambiemos)

- Entre Ríos
  - Pedro Gustavino (Peronismo Federal)
  - Sigrid Kunath (Peronismo Federal)
  - Alfredo De Angeli (Cambiemos)

- Formosa
  - José Miguel Mayans (Unidad Ciudadana)
  - María Teresa González (Unidad Ciudadana)
  - Luis Petcoff Naidenoff (Cambiemos)

- Jujuy
  - Mario Fiad (Cambiemos)
  - Silvia Giácoppo (Cambiemos)
  - Guillermo Snopek (Peronismo Federal)

- La Pampa
  - Norma Durango (Peronismo Federal)
  - Daniel Lobera (Peronismo Federal)
  - Juan Carlos Marino (Cambiemos)

- La Rioja
  - Julio Martínez (Cambiemos)
  - Olga Brizuela (Cambiemos)
  - Carlos Saúl Menem (Peronismo Federal)

- Mendoza
  - Julio Cobos (Cambiemos)
  - Pamela Verasay (Cambiemos)
  - Anabel Fernández (Unidad Ciudadana)

- Misiones
  - Maurice Closs (Frente Renovador de la Concordia Social)
  - Magdalena "Maggie" Solari (Frente Renovador de la Concordia Social)
  - Humberto Schiavoni (Cambiemos)

- Neuquén
  - Carmen Crexell (Movimiento Popular Neuquino)
  - Guillermo Juan Pereyra (Movimiento Popular Neuquino)
  - Marcelo Fuentes (Unidad Ciudadana)

- Río Negro
  - Miguel Ángel Pichetto (Peronismo Federal)
  - Silvina Larraburu (Unidad Ciudadana)
  - Magdalena Odarda (Independiente)

- Salta
  - Rodolfo Urtubey (Peronismo Federal)
  - María Cristina Fiore (Peronismo Federal)
  - Juan Carlos Romero (Independiente)

- San Juan
  - Rubén Uñac (Peronismo Federal)
  - Cristina López de Abarca (Peronismo Federal)
  - Roberto Basualdo (Cambiemos)

- San Luis
  - Adolfo Rodríguez Sáa (Unidad Ciudadana)
  - Eugenia Catalfamo (Unidad Ciudadana)
  - Claudio Poggi (Cambiemos)

- Santa Cruz
  - Eduardo Costa (Cambiemos)
  - María Belén Tapia (Cambiemos)
  - Ana María Ianni (Unidad Ciudadana)

- Santa Fe
  - Omar Perotti (Peronismo Federal)
  - María de Los Ángeles Sacnum (Unidad Ciudadana)
  - Carlos Reutemann (Cambiemos)

- Santiago del Estero
  - Ada Rosa del Valle Itúrrez de Cappellini (Unidad Ciudadana)
  - Blanca Porcel de Riccobelli (Unidad Ciudadana)
  - Gerardo Antenor Montenegro (Peronismo Federal)

- Tierra del Fuego
  - Julio Catalán Magni (Peronismo Federal)
  - José Ojeda (Peronismo Federal)
  - Miriam Boyadjian (Cambiemos)

- Tucumán
  - José Alperovich (Unidad Ciudadana)
  - Beatriz Mirkin (Unidad Ciudadana)
  - Silvia Elías de Pérez (Cambiemos)

### Cámara de Diputados
- Buenos Aires
  - Samanta Acerenza (Pro)
  - Juan Aicega (Pro)
  - Laura Alonso (FPV-PJ)
  - María Álvarez Rodríguez (FPV-PJ)
  - Eduardo Amadeo (Pro)
  - Pablo Ansaloni (FE)
  - Daniel Arroyo (UNA)
  - Fernando Asencio (UNA)
  - Karina Banfi (UCR)
  - Miguel Bazze (UCR)
  - Hernán Berisso (Pro)
  - Gustavo Bevilacqua (UNA)
  - Diego Bossio (Justicialista)
  - Eduardo Bucca (Justicialista)
  - Sergio Buil (Pro)
  - Graciela Camaño (UNA)
  - Marcela Campagnoli (Coalición Cívica ARI)
  - Javier Campos (Coalición Cívica ARI)
  - Carlos Castagneto (FPV-PJ)
  - Walter Correa (FPV-PJ)
  - José De Mendiguren (UNA)
  - Eduardo De Pedro (FPV-PJ)
  - Julio De Vido (FPV-PJ)
  - Nicolás Del Caño (PTS-FIT)
  - Romina Del Pla (FIT)
  - Alejandro Echegaray (UCR)
  - Fernando Espinoza (FPV-PJ)
  - Ezequiel Fernández Langan (Pro)
  - Carlos Fernández (UCR)
  - Héctor Flores (Coalición Cívica ARI)
  - Francisco Furlan (FPV-PJ)
  - Nathalia González (PTS-FIT)
  - Adrián Grana (FPV-PJ)
  - Leonardo Grosso (PPV)
  - María Guerin (FPV-PJ)
  - Daniel Lipovetzky (Pro)
  - Silvia Lospennato (Pro)
  - Mónica Macha (FPV-PJ)
  - Martin Medina (Pro)
  - Josefina Mendoza (UCR)
  - Mayra Mendoza (FPV-PJ)
  - Guillermo Montenegro (Pro)
  - Emilio Monzó (Pro)
  - Cecilia Moreau (UNA)
  - Leopoldo Moreau (FPV-PJ)
  - Facundo Moyano (UNA)
  - Graciela Ocaña (Pro)
  - Marcela Passo (UNA)
  - Raúl Pérez (UNA)
  - Maria Carla Piccolomini (Pro)
  - Horacio Pietragalla (FPV-PJ)
  - Fabio Quetglas (UCR)
  - María Raverta (FPV-PJ)
  - Héctor Recalde (FPV-PJ)
  - Rodrigo Rodríguez (FPV-PJ)
  - Laura Russo (FPV-PJ)
  - Roberto Salvarezza (FPV-PJ)
  - Daniel Scioli (FPV-PJ)
  - Carlos Selva (UNA)
  - Magdalena Sierra (FPV-PJ)
  - Vanesa Siley (FPV-PJ)
  - Felipe Solá (UNA)
  - Luis Tailhade (FPV-PJ)
  - Pablo Torello (Pro)
  - Mirta Tundis (UNA)
  - Paula Urroz (Pro)
  - Fernanda Vallejos (FPV-PJ)
  - Natalia Villa (Pro)
  - Luana Volnovich (FPV-PJ)
  - Waldo Wolff (Pro)
  - Hugo Yasky (FPV-PJ)
- Catamarca
  - Eduardo Brizuela del Moral (FCySC)
  - Silvana Ginocchio (Elijo Catamarca)
  - Verónica Mercado (FPV-PJ)
  - Gustavo Saadi (Elijo Catamarca)
  - Orieta Vera González (Coalición Cívica ARI)
- Chaco
  - Aida Ayala (UCR)
  - Horacio Goicoechea (UCR)
  - María Masin (FPV-PJ)
  - Juan Mosqueda (Justicialista)
  - Elda Pertile (Justicialista
  - Analía Rach Quiroga (FPV-PJ)
  - Alicia Terada (Coalición Cívica ARI)
- Chubut
  - Santiago Igon (FPV-PJ)
  - Ana Llanos (FPV-PJ)
  - Gustavo Menna (UCR)
  - Rosa Muñoz (TyD)
  - Jorbe Taboada (CST)
- Ciudad de Buenos Aires
  - Juan Cabandie (FPV-PJ)
  - Elisa Carrió (Coalición Cívica ARI)
  - Ana Carrizo (UCR)
  - Gabriela Cerruti (FPV-PJ)
  - Victoria Donda Pérez (LdS)
  - Jorge Enríquez (Pro)
  - Daniel Filmus (FPV-PJ)
  - Alejandro García (Pro)
  - Nilda Garré (FPV-PJ)
  - Álvaro González (Pro)
  - Anabella Hers Cabral (Pro)
  - Fernando Iglesias (Pro)
  - Axel Kicillof (FPV-PJ)
  - Andrés Larroque (FPV-PJ)
  - Marco Lavagna (UNA)
  - Juan Manuel López (Coalición Cívica ARI)
  - Martin Lousteau (Evolución Radical)
  - Paula Oliveto (Coalición Cívica ARI)
  - Carla Pitiot (UNA)
  - Cármen Polledo (Pro)
  - Cornelia Schmidt Liermann (Pro)
  - Facundo Suárez Lastra (UCR)
  - Pablo Tonelli (Pro)
  - Juan Villalonga (Pro)
  - Marcelo Wechsler (Pro)
- Córdoba
  - Brenda Austin (UCR)
  - Héctor Baldassi (Pro)
  - Juan Brügge (Córdoba Federal)
  - María Carrizo (UCR)
  - Pablo Carro (FPV-PJ)
  - Paulo Cassinerio (Córdoba Federal)
  - Gabriela Estévez (FPV-PJ)
  - Gabriel Frizza (Pro)
  - Martin Llaryola (Córdoba Federal)
  - Leonor Martínez Villada (Coalición Cívica ARI)
  - Nicolás Massot (Pro)
  - Diego Mestre (UCR)
  - Adriana Nazario (Córdoba Trabajo y Producción)
  - Mario Negri (UCR)
  - Juan Pereyra (C-Forja)
  - Pedro Pretto (Pro)
  - Olga Rista (UCR)
  - Alejandra Vigo (Córdoba Federal)
- Corrientes
  - Sofía Brambilla (Pro)
  - Julian Dindart (UCR)
  - Araceli Ferreyra (PPV)
  - Oscar Macias (Justicialista)
  - Estela Regidor (UCR)
  - Jorge Romero (FPV-PJ)
  - José Ruíz Aragón (FPV-PJ)
- Entre Ríos
  - Juan Bahillo (Justicialista)
  - Atilio Benedetti (UCR)
  - Mayda Cresto (Justicialista)
  - Alicia Fregonese (Pro)
  - Yanina Gayol (Pro)
  - Juan Huss (FPV-PJ)
  - Jorge Lacoste (UCR)
  - Marcelo Monfort (UCR)
  - Julio Solanas (FPV-PJ)
- Formosa
  - Mario Arce (UCR)
  - Luis Basterra (FPV-PJ)
  - Gustavo Fernández (FPV-PJ)
  - Martin Hernández (UCR)
  - Inés Lotto (FPV-PJ)
- Jujuy
  - Gabriela Burgos (UCR)
  - José Martiarena (Justicialista)
  - Silvia Martínez (UCR)
  - María Moises (Justicialista)
  - Omar Monaldi (Pro)
  - Alejandro Snopek (UNA)
- La Pampa
  - Melina Delu (Justicialista)
  - Daniel Kroneberger (UCR)
  - Martín Maquieyra (Pro)
  - Ariel Rauschenberger (Justicialista)
  - Sergio Ziliotto (Justicialista)
- La Rioja
  - Danilo Flores (Justicialista)
  - Luis Herrera (Justicialista)
  - Karina Molina (Pro)
  - Héctor Olivares (UCR)
  - Julio Sahad (Pro)
- Mendoza
  - Sebastián Bragagnolo (Pro)
  - Luis Borsani (UCR)
  - Guillermo Carmona (FPV-PJ)
  - Omar Felix (Somos Mendoza)
  - Stella Huczak (Pro)
  - Pedro Miranda (Justicialista)
  - Claudia Najul (UCR)
  - Luis Petri (UCR)
  - José Luis Ramón (Partido Intransigente)
  - Federico Zamarbide (UCR)
- Misiones
  - María Britez (FPV-PJ)
  - Verónica Derna (FCM)
  - Daniel Di Stefano (FCM)
  - Jorge Franco (FCM)
  - Flavia Morales (FCM)
  - Luis Pastori (UCR)
  - Ricardo Wellbach (FCM)
- Neuquén
  - José Ciampini (FPV-PJ)
  - Leandro López Koenig (Pro)
  - Norman Martínez (FPV-PJ)
  - Alma Sapag (MPN)
  - David Schlereth (Pro)
- Río Negro
  - Claudio Doñate (FPV-PJ)
  - Silvia Horne (PPV)
  - Lorena Matzen (UCR)
  - María Soria (FPV-PJ)
  - Sergio Wisky (Pro)
- Salta
  - Javier David (Justicialista)
  - Martín Grande (Pro)
  - Pablo Kosiner (Justicialista)
  - Sergio Leavy (FPV-PJ)
  - Miguel Nanni (UCR)
  - Alfredo Olmedo (SST)
  - Andrés Zottos (Justicialista)
- San Juan
  - Walberto Allende (TJPSJ)
  - Eduardo Caceres (Pro)
  - Graciela Caselles (PBSJ)
  - Sandra Castro (FPV-PJ)
  - José Luis Gioja (FPV-PJ)
  - María Peñaloza Marianetti (SSJ)
- San Luis
  - Karim Alume (CF)
  - Ivana Bianchi (CF)
  - José Riccardo (UCR)
  - Victoria Rosso (CF)
  - Andrés Vallone (CF)
- Santa Cruz
  - Antonio Carambia (Pro)
  - Máximo Kirchner (FPV-PJ)
  - Roxana Reyes (UCR)
  - Héctor Roquel (UCR)
  - Juan Vazquez (FPV-PJ)
- Santa Fe
  - Albor Cantard (UCR)
  - Marcos Cleri (FPV-PJ)
  - Luis Contigiani (PS)
  - Lucila De Ponti (PPV)
  - Gonzálo Del Cerro (UCR)
  - Silvina Frana (FPV-PJ)
  - Josefina González (FPV-PJ)
  - Alejandro Grandinetti (UNA)
  - Astrid Hummel (Pro)
  - Lucas Incicco (Pro)
  - Luciano Laspina (Pro)
  - Lucila Lehmann (Coalición Cívica ARI)
  - Hugo Marcucci (UCR)
  - Vanesa Massetani (UNA)
  - José Nuñez (UNA)
  - Alejandro Ramos (FPV-PJ)
  - Alejandra Rodenas (NES)
  - Agustín Rossi (FPV-PJ)
  - Gisela Scaglia (Pro)
- Santiago del Estero
  - Norma Abdala de Matarazzo (FCPS)
  - Hugo Infante (FCPS)
  - Mariana Morales (UNA)
  - Graciela Navarro (FCPS)
  - Estela Neder (FCPS)
  - Mirta Pastoriza (FCPS)
  - Claudia Zamora (FCPS)
- Tierra del Fuego
  - Ailen Carol (FPV-PJ)
  - Martin Pérez (FPV-PJ)
  - Matias Rodríguez (FPV-PJ)
  - Carlos Roma (Pro)
  - Héctor Stefani (Pro)
- Tucumán
  - Beatriz Ávila (PJS)
  - José Cano (UCR)
  - Facundo Garreton (Pro)
  - Gladys Medina (Justicialista P.T.)
  - José Orellana (Justicialista P.T.)
  - Walter Santillan (FPV-PJ)
  - Mirta Soraire (FPV-PJ)
  - María Villavicencio (Evolución Radical)
  - Pablo Yedlin (Justicialista P.T.)